# Алтернатива за промене
Алтернатива за промене (алб. Alternativa për ndryshim; скраћено АЗП/APN) је политичка странка у Србији која представља албанску етничку мањину у Прешевској долини. Основана је 2015. године, а тренутно је води Шћиприм Арифи, председник општине Прешево.

## Резултати на изборима
| Година | Вођа          | # гласова | % од важећих | # мандата | Промена | Влада            |
| ------ | ------------- | --------- | ------------ | --------- | ------- | ---------------- |
| 2022.  | Шћиприм Арифи | 3.265     | 0,09%        | 0 / 250   | 0       | ванпарламентарна |